# Attentat de Ngurosoye
L'attentat de Ngurosoye est commis le 18 mars 2014 par Boko Haram lors de l'insurrection djihadiste au Nigeria.

## Déroulement
Le 18 mars 2014, le marché du village de Ngurosoye, dans l'État de Borno, est la cible d'une attaque des djihadistes de Boko Haram. D'après des témoignages d'habitants, ces derniers tirent sur la foule avec des lance-roquettes RPG-7.
Le 23 mars, le chef de la police de l’État de Borno, Lawan Tanko, déclare à l'AFP que l'explosion a causé la mort de 17 personnes.
Cependant des habitants ayant fui l'attaque évoquent un bilan plus important de 29 morts. Le 24 mars, des sources hospitalières de l'AFP et les autorités locales annoncent que le bilan de l'attaque est de 32 morts sans compter plusieurs blessés graves.
Quelques jours plus tard, l'armée nigériane affirme avoir tué 18 hommes de Boko Haram lors de divers combats livrés les 22 et 23 mars, près de Bama et de Ngurosoye.